# Bernard Janssens
Bernard Janssens   (Anvers, 18 d'agost de 1895 - segle XX) va ser un ciclista belga que va prendre part en els Jocs Olímpics d'Anvers de 1920.
Va guanyar la medalla de bronze en la contrarellotge per equips, formant equip amb Albert Wyckmans, Albert De Bunné i André Vercruysse. També va prendre part en la contrarellotge individual, en què acabà quart.

## Palmarès
- 1920
  -  Medalla de bronze als Jocs Olímpics d'Anvers en contrarellotge per equips